# Unterfrauenhaid
Unterfrauenhaid est une commune autrichienne du district d'Oberpullendorf dans le Burgenland.